# Blechnum ludificans
Blechnum ludificans är en kambräkenväxtart som beskrevs av Wilhelm Franz Herter. Blechnum ludificans ingår i släktet Blechnum och familjen Blechnaceae. Inga underarter finns listade.